# 이휘성
이휘성(李輝星, 1961년 1월 1일~ )은 대한민국 경남 마산 출신의 기업인이다. 2005년부터 2012년까지 한국IBM 사장을, 2013년 1월부터 2014년 12월까지 IBM 본사 성장시장 전략담당 부사장을 역임했다.

## 학력
- 1979년 - 1983년 서강대학교 회계학과
- 서강대학교 MBA 과정 이수
- 하버드 비즈니스스쿨 Program for Management Development 과정 수료

## 약력
- 1985년: 한국IBM 영업부 시스템 엔지니어 입사
- 1997년: e-비즈니스 서비스 사업부장
- 1999년: 컨설팅 및 시스템통합 서비스 담당 실장
- 2000년: 소프트웨어 및 솔루션사업 본부장(이사)
- 2001년: 비즈니스 이노베이션 서비스 사업본부장(상무)
- 2002년: 글로벌서비스사업본부장(전무)
- 2003년: 글로벌서비스 사업 총괄 부사장
- 2004년: 영업 및 서비스 총괄 수석부사장
- 2005년: 제 12대 대표이사 사장
- 2005년: 정보산업연합회 부회장
- 2005년: 과학기술혁신정책협의회 위원
- 2005년: 전국경제인연합회 윤리경영위원회 위원
- 2005년: 미래사회연구포럼 위원
- 2005년: 경찰청 외사과 자문위원
- 2013년 - 2015년: IBM 성장시장 전략담당 부사장

## 상훈
- 2007년: 제14회 방재의 날 행정자치부장관 표창
- 2008년: 21세기 대상수상 – 국제협력부문
- 2008년: IT 이노베이션 대상 유공자 부문 대통령 표창